# Paula Moltzan
Paula Moltzan (Robbinsdale, 7 de abril de 1994) es una deportista estadounidense que compite en esquí alpino.
Ganó dos medallas en el Campeonato Mundial de Esquí Alpino, en los años 2023 y 2025. En la Copa del Mundo consiguió cinco podios en total.
Participó en los Juegos Olímpicos de Pekín 2022, ocupando el cuarto lugar en la prueba de equipo mixto.

## Palmarés internacional
| Campeonato Mundial | Campeonato Mundial           | Campeonato Mundial | Campeonato Mundial |
| Año                | Lugar                        | Medalla            | Prueba             |
| ------------------ | ---------------------------- | ------------------ | ------------------ |
| 2023               | Courchevel/Méribel (Francia) | Medalla de oro     | Equipo mixto       |
| 2025               | Saalbach (Austria)           | Medalla de bronce  | Eslalon gigante    |